# Цирцея
Кѝрка (на старогръцки: Κίρκη), известна и с латинската форма на името си Цирцея (Circe) в древногръцката митология е нимфа, дъщеря на Хелиос, бога на Слънцето и на океанидата Персеида. Представяна е като сестра на Пасифея, съпругата на цар Минос от остров Крит, както и като дъщеря (от богинята на магиите Хеката) на Еет, цар на Колхида (но също и като негова сестра). Самата тя е възприемана, като вещица. Описвана е и като удостоена от боговете с ползването на амброзия за да поддържа вечните си красота и младост.

## Легенди за Кирка
В гръко-римската митология Цирцея се отличава с коварство и ревност. Тя превръща своята любовна съперница Сцила в чудовище, а посетителите на острова си (Еея) - в диви и домашни животни, които остават да живеят из него и в разкошния й дворец, разположен в гориста местност. Това се случва (според "Одисея" на Омир) и със спътниците на героя Одисей, цар на остров Итака, когато спира на Еея, докато плава на връщане от Троянската война. Магьосницата упоява моряците с магическа напитка (или може би просто ги напива с алкохол) и ги трансформира  в свине, а подобни намерения има и по отношение на предводителя им. Обаче идващият да ги спаси Одисей получава от Хермес, бога-вестител, някаква билка, известна като "вълшебната трева моли", с която да неутрализира магията на Кирка, като я постави в приготвеното от нея питие. После героят известно време е любовник на вещицата (според легендата - 1 година или повече, но на него му се струва, че е било много по-кратко време), а хората му си връщат човешкия образ. След като я напуска Одисей се отправя към Подземното царство за да се допита до пророка Тирезий за съдбата си. Според някои версии относно местоположението на остров Еея, той е бил близо до мястото, откъдето Одисей прави спускането си в Аид. 
В митологията междувременно Цирцея забременява от пътешественика и впоследствие ражда момче. То би могло да бъде Авсон – родоначалник на древното племе авзони в Югозападна Италия (като неговата майка е представяна и нимфата Калипсо, която също има сексуална връзка с Одисей през време на плаванията му и вероятно също е сестра на Цирцея). Същото се разказва и за Латин, епоним на латините. За техен син се счита и Телегон, за когото се твърди, че е убиецът на Одисей, а след това - и втори съпруг на Пенелопа. За самата Кирка, според някои легенди, се жени на свой ред Телемах - синът на Одисея и Пенелопа - въпреки че в други е съпруг на Навзикая от острова на феаките.
Друг мит, с който е свързвана магьосницата Кирка е този за аргонавтите (пътуващите с кораба "Арго"). Те отиват при Цирцея за да се очистят вождът им Язон и негова любима Медея, дъщерята на Еет, от осквернилото ги убийство на колхидския принц Апсирт, който ги преследва докато бягат от Кавказ със Златното руно.